# Periartrit
Periartrit är en inflammation i vävnaden omkring en led, det vill säga senor, senskidor och slemsäckar. Tillståndet behandlas ofta med kortison som kan ges lokalt, det vill säga som injektion periartikulärt (med andra ord nära eller i en led) för att mildra inflammationen. 
Periartrit skall ej förväxlas med periarterit.